# 啟德車站廣場
啟德車站廣場（英語：Kai Tak Station Square）是配合啟德發展計劃在啟德站周圍興建的一座大型公園，第一期公園面積3.5公頃，於2021年12月6日連同啟德大道公園一同開放啟用，連接啟晴邨及德朗邨，並提供兒童遊樂場，包括滑梯、繩網等，亦設有康健設施。而在港鐵啟德站A出口的車站廣場就有一大片草坪。第二期公園面積8.5公頃，於2023年12月14日啟用。第一期公園位於舊啟德機場北停機坪範圍內。啟德車站廣場設有露天廣場，寛闊的草坪和水景設施，以及多元化的康體設施，包括兩個兒童遊樂場、適合各年齡人士的健身設備和太極廣場等。兩個草地滾球場則於稍後的2024年3月28日開放。啟德車站廣場同時亦是寵物共享公園，攜同寵物入內的市民和其他使用者可在共融環境下使用公園設施。